# Il semble mort ?
Pour plus de détails, voir Fiche technique et Distribution.

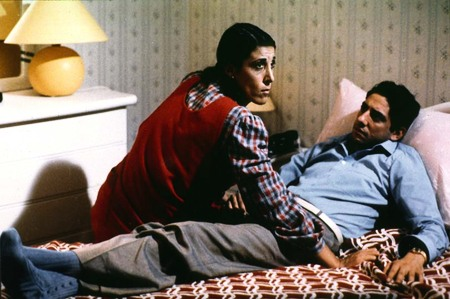
Sergio Castellitto et Marina Confalone dans une scène du film.

Il semble mort ? (Sembra morto...ma è solo svenuto) est un film italien réalisé par Felice Farina et sorti en 1987.

## Synopsis
Deux frères et sœurs, Romano et Marina, vivent ensemble. Puis elle tombe amoureuse d'un dealer qui se met à vendre des chiens de course.

## Fiche technique
- Titre français : Il semble mort ?[1]
- Titre original italien : Sembra morto...ma è solo svenuto[2]
- Réalisation : Felice Farina
- Scenario : Felice Farina, Gianni Di Gregorio, Sergio Castellito
- Photographie :	Renato Tafuri
- Montage : Roberto Schiavone
- Musique : Lamberto Macchi
- Décors : Valentino Salvati
- Costumes : Cinzia Milani
- Production : Alessandro Verdecchi
- Société de production : RAI-Radiotelevisione Italiana (Rete 3), Tecno Image Production di Verdecchi Alessandro e C.
- Pays de production :  Italie
- Langue originale : Italien
- Format : Couleurs
- Durée : 91 minutes
- Genre : Comédie
- Dates de sortie :
  - Italie : 1986 (visa délivré le 19 décembre 1986[2])

## Distribution
- Sergio Castellitto : Romano Duranti
- Marina Confalone : Marina Duranti
- Mario Prosperi (it) : Alfio M. Ponticelli
- Anita Zagaria : la dame avec un caniche
- Claudio Spadaro (it) : Messine
- Suzanne Rust : Jasmine
- Enzo Scotto Lavina : l'éleveur de lévriers